# Chris Kappler
Chris Kappler (St. Charles (Illinois), 9 februari 1967) is een Amerikaanse ruiter, die gespecialiseerd is in springen. 
Kappler won tijdens de spelen van 2004 de bronzen medaille individueel en de zilveren medaille in de landenwedstrijd. In november 2004 werd de zilveren medaille een gouden medaille vanwege dat het paard van Ludger Beerbaum het gebruik van een middel niet had aangegeven 
. De bronzen medaille individueel tijdens dezelfde spelen werd een zilveren medaille vanwege de diskwalificatie van Cian O'Connor.

## Resultaten
- Olympische Zomerspelen 2004 in Athene  springconcours met Royal Kaliber
- Olympische Zomerspelen 2004 in Athene  landenwedstrijd springconcours met Royal Kaliber

1912: Lewenhaupt, Kilman, von Rosen ·
1920: König, von Rosen, Norling ·
1924: Thelning, Ståhle, Lundström ·
1928: Navarro, Álvarez, García ·
1936: Hasse, von Barnekow, Brandt ·
1948: Mariles, Uriza, Valdés ·
1952: White, Stewart, Llewellyn ·
1956: Winkler, Thiedemann, Lütke-Westhues ·
1960: Winkler, Thiedemann, Schockemöhle ·
1964: Schridde, Jarasinski, Winkler ·
1968: Day, Gayford, Elder ·
1972: Ligges, Wiltfang, Steenken, Winkler ·
1976: Parot, Rozier, Roguet, Roche ·
1980: Tsjoekanov, Poganovsky, Asmaje, Korolkov ·
1984: Fargis, Homfeld, Burr Howard, Smith ·
1988: Beerbaum, Brinkmann, Hafemeister, Sloothaak ·
1992: Raijmakers, Romp, Tops, Lansink ·
1996: Sloothaak, Nieberg, Kirchhoff, Beerbaum ·
2000: Beerbaum, Nieberg, Ehning, Becker ·
2004: Wylde, Ward, Madden, Kappler ·
2008: Ward, Kraut, Simpson, Madden ·
2012: Skelton, Maher, Brash, Charles ·
2016: Rozier, Staut, Bost, Leprévost ·
2020: von Eckermann, Baryard-Johnsson, Fredricson ·
2024: Maher, Charles, Brash